# Rhys Chatham
Rhys Chatham (Nova Iorque, 19 de setembro de 1952) é um compositor americano, guitarrista, e trompetista, originalmente activo na cena ''avant-garde'' e minimalismo. É conhecido pelas suas composições para "guitar orchestra". Desde 1987 vive em França.

## Início de carreira
Chatham começou sua carreira musical como um afinador de pianos do pioneiro avant-garde La Monte Young, bem como afinador dos cravo de Gustav Leonhardt, Rosalyn Turek e Glenn Gould. Estudou música eletrônica com Morton Subotnick e música minimalista com La Monte Young e foi um membro do grupo de Young O Teatro de Música Eterna, durante o início dos anos setenta; Chatham também tocou com Tony Conrad em uma versão inicial do grupo de Conrad A Dream Syndicate. Em 1971, quando ainda na sua adolescência, tornou-se director musical do "art space" The Kitchen na baixa de Manhatan. Suas primeiras obras, como Two Gongs(1971), prestavam significativa homenagem a Young e outros minimalistas.
As produções dos seus concertos incluiam Maryanne Amacher, Robert Ashley, Philip Glass, Meredith Monk, Pauline Oliveros, Steve Reich e musicos com ligação ao rock experimental como Fred Frith, Robert Fripp, Arto Lindsay e John Lurie. Trabalhou com o artista visual e músico Robert Longo, particularmente nos anos 1980s, e na experimental opera XS: The Opera Opus (1984-6) com o artista visual Joseph Nechvatal.

## Composições desde finais de 1970s aos inicios de 1980s
Em 1977, a música de Chatham foi fortemente influenciado pelo punk rock, de ter visto um concerto de Ramones no início. Ele estava particularmente intrigado com o grupo de críticos de música e artistas que alcunharam o género No Wave, em 1978. Naquele ano, começou a tocar Guitar Trio pelo centro de Manhattan com um conjunto que inclui Glenn Branca, bem como a Nina Canal dos Ut. Durante este período, ele escreveu várias obras para conjuntos de guitarra de grande porte, incluindo Drastic Classicism, uma colaboração com a dançarina Karole Armitage. Esta peça apareceu pela primeira vez em 1982, na compilação New Music from Antarctica, peças reunidas por Kit Fitzgerald, John Sanborn e Laurence Peter Gordon. Também foi incluída no álbum de 1987, que incluia também a sua composição de 1982 "Die Donnergötter" ("The Thundergods").
Membros da banda de noise rock de New York Band of Susans começaram suas carreiras em conjuntos de Chatham, que mais tarde realizou um cover da peça de Chatham "Guitar Trio" no álbum de 1991 The Word And The Flesh (também os Sonic Youth começaram suas carreiras em ensembles de Glenn Branca). Thurston Moore dos Sonic Youth também tocou com Chatham na altura.
Chatham começou a tocar trompete em 1983, e suas obras mais recentes exploram solos de trompete de improviso, as quais são tocadas pelo próprio Chatham, empregando boa parte da mesma amplificação e efeitos que ele adquiriu com a guitarra, mais de ritmos de dança sintetizados pelo compositor Martin Wheeler. A editora Ninja Tune lançou uma compilação com este género de trabalhos seus nos anos 90 chamada "Neon".

## Actividade recente
Em 2002, ele desfrutou de um ressurgimento após o lançamento de uma edição limitada de uma caixa de 3 CDs 3 com livro incluído An Angel Moves Too Fast To See: Selected Works 1971-1989 pela gravadora Table of the Elements. Parte do título vem da composição de 1989, para 100 guitarras. Desde então tem andado em turnê com a sua guitarra "100-guitar orquestra" pela Europa.
Em 2005, ele foi contratado pela cidade de Paris, a sua terra natal adotada, para escrever uma composição para 400 guitarras elétricas intitulado "A Graal Crimson", como parte do Festival Nuit Blanche. Aproximadamente 10.000 pessoas estiveram presentes no desempenho, e 100.000 mais assisti-lo ao vivo na televisão. Um CD de excertos deste concerto foi lançado em janeiro de 2007 pela Table Of The Elements.
Rhys Chatham está atualmente em turnê com a versão original de 30 minutos de Guitar Trio nos EUA e na Europa, renomeado G3, porque a instrumentação foi aumentado para entre seis e dez guitarras elétricas, baixo elétrico e bateria. Em fevereiro de 2007 ele completou uma turnê de doze cidades chamada Guitar Trio (G3) Is My Life North America Tour que foi acompanhada pelo filme original de Robert Longo, que foi projectou sobre a performance musical Pictures for Music (1979). Os concertos incluiam músicos locais de cada cidade e membros do Sonic Youth, Tortoise, Godspeed You! Black Emperor, Hüsker Dü, Brokeback, 90 Homens Day, Town & Country, Die Kreuzen, Show Bird e outros. Uma caixa de três CD conjunto dessas performances foi lançado pela Table Of The Elements em março de 2008. Chatham continuou a turnê da versão original do Guitar Trio na Europa ao longo de 2007 e 2008, incluindo apresentações em:
- Festival Desgressions - 7 de março de 2007, Barcelona, Spain
- L'Ecole Régionale de Beaux Arts - 25, 26 de abril de 2007, Valence, France
- Kosmische Club - 10 de agosto de 2007, Oslo, Norway
- ZXZW Independent Culture Festival - 22, 23 de setembro de 2007, Tilburg, the Netherlands
- Festival Soy - 29 de outubro de 2007, Nantes, France
- Galleria Toledo - 26 de março de 2008, Naples, Italy
- State-X Festival - 12 de dezembro de 2008, The Hague, the Netherlands

Rhys Chatham fez sua primeira apresentação americana de uma composição para uma orquestra de 100 guitarras em Williamsport, Pennsylvania, a 23 de maio de 2008, com uma orquestra composta por estudantes e professores locais, assim como muitos guitarristas profissionais. Este desempenho foi a estreia de uma nova composição, intitulada Les 100 Guitares: G100.
- The American premiere of A Crimson Grail was on August 8, 2009. Duzentos guitarristas perfomaram a peça no Damrosch Park Bandshell em Nova York. Foram então realizados uma série de concertos gratuitos intitulados "Lincoln Center Out of Doors" encomenda do Lincoln Center. Originalmente o concerto deveria ter sido realizada por altura do "2008's Lincoln Center Out of Doors" mas a chuva cancelou o show por motivos de segurança. Para a estreia de 2009, foram tomadas precauções para que o show podersse continuar mesmo se chovesse.

Concomitante ao seu trabalho para as orquestras de guitarra e ensembles mais pequenos, o estilo de Chatham de tocar trompete evoluiu de seu som característico distorcida dos anos 90 de volta à sua abordagem mais sonhadora de tempos iniciais, influenciado por tocadores como Don Cherry e Jon Hassell. Um exemplo deste estilo pode ser ouvido no seu trabalho mais recente The Bern Project, lançado pela Hinterzimmer Records em janeiro de 2010.

## Discografia
- Factor X (LP), Moers Music 1983
- : containing:
  - For Brass (1982)
  - Guitar Ring (1982)
  - The Out Of Tune Guitar (1982)
  - Cadenza (1981)
- Die Donnergötter (LP), Dossier Records (Europe)/Homestead Records (USA) 1987
- : containing:
  - Die Donnergötter (1984–86)
  - Waterloo No. 2 (1986)
  - Guitar Trio (1977)
  - Drastic Classicism (1982)
- Neon (12", CDEP), Ntone 1997
- : All compositions in collaboration with Martin Wheeler.
- : containing:
  - Charm (1996)
  - Ramatek (1994)
  - Hornithology (1996)
  - Neon (1993)
- Septile (12", CD EP), Ntone 1997
- : All compositions in collaboration with Jonathan Kane & DJ Elated System.
- Hardedge, The Wire Editions 1999
- : Made in collaboration with Pat Thomas, Gary Smith, Gary Jeff, Lou Ciccotelli.
- A Rhys Chatham Compendium (CD), Table of the Elements 2002
- : Limited-edition CD featuring selections and edits from the An Angel Moves Too Fast To See box-set.
- : containing:
  - An Angel Moves Too Fast To See (1989)
  - Guitar Trio (1977) [edit]
  - Drastic Classicism (1982) [edit]
  - Two Gongs (1971) [edit]
  - Guitar Cetet (1977) [bonus track not contained in box set]
  - Waterloo, No. 2 (1986) [edit]
  - Die Donntergötter (1985) [complete version]
- An Angel Moves Too Fast To See (Selected Works 1971-1989) (3xCD box set), Table of the Elements 2002
  - disc 1:
    - Two Gongs (1971)

  - disc 2:
    - Die Donnergötter (1985)
    - Waterloo, No. 2 (1986)
    - Drastic Classicism (1982)
    - Guitar Trio (1977)
    - Massacre on MacDougal Street (1982)

  - disc 3:
    - An Angel Moves Too Fast To See (1989)
- Echo Solo (LP), Azoth Schallplatten Gesellschaft 2003
- Three Aspects Of The Name (12"), Table of the Elements 2003
- An Angel Moves Too Fast To See (For 100 Electric Guitars, Electric Bass, And Drums) (LP, CD), Table of the Elements/Radium 2006
- Die Donnergötter (LP, CD), Table of the Elements/Radium 2006
- : containing:
  - Die Donnergötter (1985/86)
  - Waterloo, No. 2 (1986)
  - Drastic Classicism (1982)
  - Guitar Trio (1977)
  - Massacre on MacDougal Street (1982)

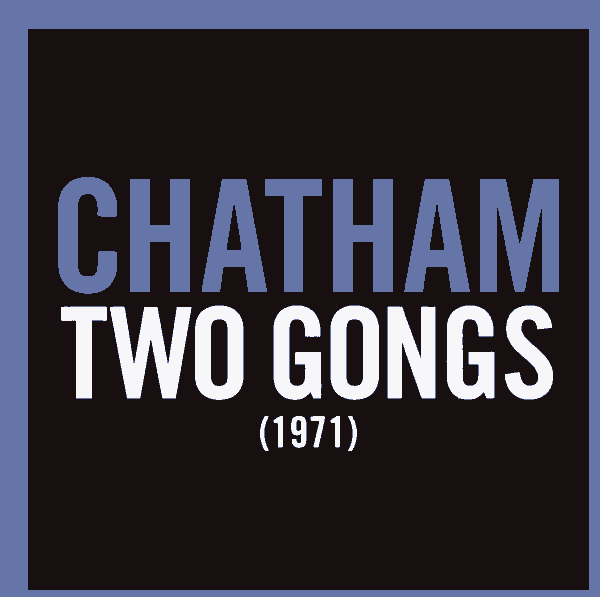
Two Gongs (1971)

- Two Gongs (1971), Table of the Elements 2006
- A Crimson Grail (For 400 Electric Guitars), Table of the Elements 2007
- The Bern Project (CD), Hinterzimmer Records 2010
- : containing:
  - War In Heaven (2009)
  - A Rite for Samhain (2009)
  - Scrying in Smoke (2009)
  - My Lady of the Loire (2009)
  - Is there Life After Guitar Trio (2009)
  - Under the Petals of the Rose (2009)
- A Crimson Grail (For 200 Electric Guitars) (CD), New York Version / Outdoor Version, Nonesuch Records 2010

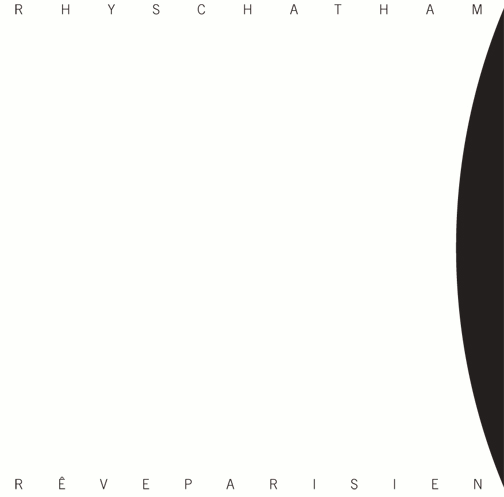
Rêve Parisien.

- Outdoor Spell (LP, CD), Northern-Spy 2011
containing:
  - Outdoor Spell
  - Crossing the Sword Bridge
  - Corn Maiden's Rite
  - The Magician
- Rêve Parisien (LP), Primary Information 2011
- Harmonie Du Soir (LP, CD), Northern-Spy 2013
containing:
  - Harmonie Du Soir
  - Harmonie De Pontarlier: The Dream Of Rhonabwy
  - Drastic Classicism Revisted